# Turgieniewo
Turgieniewo (ros. Тургенево) – osiedle typu miejskiego w środkowej Rosji, na terenie wchodzącej w skład tego kraju Republiki Mordowii, we wschodniej Europie. 
Miejscowość liczy 5174 mieszkańców (1 stycznia 2005 r.).